# Lední hokej na Zimních olympijských hrách 1988
Turnaj se odehrál v rámci XV. zimních olympijských her ve dnech 13.–28. února 1988 v Calgary v Kanadě.
Turnaje se zúčastnilo dvanáct mužstev rozdělených do dvou šestičlenných skupin, z nichž první tři postoupili do finálové skupiny kde se hrálo o medaile. Mužstva na čtvrtém až šestém místě hrála o sedmé až dvanácté místo.

## Výsledky a tabulky

### Skupina A
|    |           | FIN    | SWE     | CAN    | SUI       | POL    | FRA     | V | R | P | Skóre | B |
| 1. | Finsko    | Finsko | 3:3     | 3:1    | 1:2       | 5:1    | 10:1    | 3 | 1 | 1 | 22:8  | 7 |
| 2. | Švédsko   | 3:3    | Švédsko | 2:2    | 4:2       | 1:1    | 13:2    | 3 | 1 | 1 | 23:10 | 7 |
| 3. | Kanada    | 1:3    | 2:2     | Kanada | 4:2       | 1:0    | 9:5     | 3 | 1 | 1 | 17:12 | 7 |
| 4. | Švýcarsko | 2:1    | 2:4     | 2:4    | Švýcarsko | 4:1    | 9:0     | 3 | 0 | 2 | 19:10 | 6 |
| 5. | Polsko    | 1:5    | 1:1     | 0:1    | 1:4       | Polsko | 0:2k    | 0 | 1 | 4 | 3:13  | 1 |
| 6. | Francie   | 1:10   | 2:13    | 5:9    | 0:9       | 2:0k   | Francie | 1 | 0 | 4 | 10:41 | 0 |

- Polsko – Francie 6:2, pro pozitivní dopingový test Jaroslawa Morawieckého bylo vítězství i vstřelené góly týmu Polska odebrány, Francie si připsala výsledek 2:0, ale body ji přičteny nebyly.

 Švédsko –  Francie 13:2 (1:1, 9:1, 3:0)
14. února 1988 (10:30) – Calgary (Olympic Saddledome)

Branky Švédska: 7:03 Ulf Sandström, 20:45 Håkan Södergren, 24:06 Lars Karlsson, 25:00 Lars-Gunnar Pettersson, 25:18 Mikael Johansson, 27:41 Mikael Andersson, 29:16 Peter Andersson, 30:29 Jonas Bergkvist, 32:58 Bo Berglund, 37:46 Håkan Södergren, 45:47 Lars Ivarsson, 52:16 Lars-Gunnar Pettersson, 56:50 Lars-Gunnar Pettersson.

Branky Francie: 12:50 Paulin Bordeleau, 34:54 Peter Almasy.

Rozhodčí: Nikolaj Morozov (URS) – Bjorn Lundby (NOR), Karl Korentschnig (AUT)

Vyloučení: 2:2

Diváků: 2 500
 Polsko –  Kanada 0:1 (0:1, 0:0, 0:0)
14. února 1988 (14:30) – Calgary (Olympic Saddledome)

Branky Kanady: 4:22 Marc Habscheid.

Rozhodčí: Willi Vögtlin (SUI) – Anders Ekhagen (SWE), Lasse Vanhanen (FIN)

Vyloučení: 2:3

Diváků: 17 000
 Švýcarsko –  Finsko 2:1 (2:0, 0:0, 0:1)
14. února 1988 (18:30) – Calgary (Olympic Saddledome)

Branky Švýcarska: 6:19 Peter Jakš, 7:50 Jakob Kölliker.

Branky Finska: 43:41 Reijo Mikkolainen.

Rozhodčí: Charlie Banfield (CAN) – Jan Tatíček (TCH), Igor Prusov (URS)

Vyloučení: 6:3

Diváků: 10 000
 Švédsko –  Polsko 1:1 (0:0, 1:1, 0:0)
16. února 1988 (10:00) – Calgary (Olympic Saddledome)

Branky Švédska: 23:50 Anders Eldebrink.

Branky Polska: 24:33 Jaroslaw Morawiecki.

Rozhodčí: Charlie Banfield (CAN) – Jan Tatíček (TCH), Igor Prusov (URS)

Vyloučení: 2:2 (1:0)

Diváků: 5 000
 Kanada –  Švýcarsko 4:2 (0:0, 1:1, 3:1)
16. února 1988 (14:00) – Calgary (Olympic Saddledom

Branky Kanady: 24:05 Serge Boisvert, 44:56 Gord Sherven, 55:04 Ken Yaremchuk, 56:01 Marc Habscheid.

Branky Švýcarska: 31:15 Peter Schlagenhauf, 56:22 Jörg Eberle.

Rozhodčí: Milan Jirka (TCH) – Ed Horne (USA), Julian Górski (POL)

Vyloučení: 4:5 (0:1)

Diváků: 17 000
 Finsko –  Francie 10:1 (4:0, 4:0, 2:1)
16. února 1988 (18:15) – Calgary (Stampede Corral)

Branky Finska: 0:33 Reijo Mikkolainen, 4:27 Pekka Tuomisto, 5:15 Iiro Järvi, 7:18 Reijo Mikkolainen, 20:26 Reijo Mikkolainen, 26:47 Jari Torkki, 34:52 Reijo Ruotsalainen, 35:42 Kari Laitinen, 50:02 Teppo Numminen, 56:49 Erkki Lehtonen.

Branky Francie: 45:55 Steven Woodburn.

Rozhodčí: Herbert Vogt (FRG) – Bjorn Lundby (NOR), Karl Korentschnig (AUT)

Vyloučení: 6:8 (2:0)

Diváků: 5 000
 Polsko –  Francie 6:2 (1:0, 1:0, 4:2) – 0:2k
18. února 1988 (14:00) – Calgary (Stampede Corral)

Branky Polska: 15:14 Jerzy Christ, 21:03 Roman Steblecki, 41:54 Krystian Sikorski, 43:16 Andrzej Swiatek, 50:12 Jaroslaw Morawiecki, 57:00 Jerzy Christ.

Branky Francie: 50:03 Franck Pajonkowski, 52:36 Peter Almasy.

Rozhodčí: Milan Jirka (TCH) – Igor Prusov (URS), Karl Korentschnig (AUT)

Vyloučení: 3:7 + Bordeleau (FRA) na 10 min.

Diváků: 4 000
 Švédsko –  Švýcarsko 4:2 (3:0, 1:1, 0:1)
18. února 1988 (14:15) – Calgary (Olympic Saddledome)

Branky Švédska: 4:08 Håkan Södergren, 10:56 Mikael Andersson, 11:59 Bo Berglund, 31:26 Mats Kihlström.

Branky Švýcarska: 39:03 Peter Schlagenhauf, 44:00 Jörg Eberle.

Rozhodčí: Dennis Larue (USA) – Julian Górski (POL), Jan Tatíček (TCH)

Vyloučení: 7:4 (1:0)

Diváků: 8 000
 Kanada –  Finsko 1:3 (0:3, 1:0, 0:0)
18. února 1988 (18:15) – Calgary (Olympic Saddledome)

Branky Kanada: 33:05 Randy Gregg.

Branky Finska: 13:11 Erkki Laine, 15:02 Erkki Laine, 19:20 Erkki Lehtonen.

Rozhodčí: Kjell Lind (SWE) – Anders Ekhagen (SWE), Ed Horne (USA)

Vyloučení: 1:4

Diváků: 18 000
 Finsko –  Švédsko 3:3 (0:1, 2:2, 1:0)
20. února 1988 (13:00) – Calgary (Olympic Saddledome)

Branky Finska: 20:27 Timo Susi, 26:48 Raimo Helminen, 42:04 Timo Blomqvist.

Branky Švédska: 14:47 Bo Berglund, 23:25 Michael Hjälm, 25:34 Anders Eldebrink.

Rozhodčí: Nikolaj Morozov (URS) – Doug Brousseau (CAN), Ed Horne (USA)

Vyloučení: 2:3 (0:0, 0:1)

Diváků: 17 000
 Kanada –  Francie 9:5 (7:3, 0:1, 2:1)
20. února 1988 (14:15) – Calgary (Stampede Corral)

Branky Kanady: 6:57 Serge Boisvert, 9:36 Serge Boisvert, 10:47 Trent Yawney, 16:57 Ken Yaremchuk, 17:24 Merlin Malinowski, 18:58 Marc Habscheid, 19:20 Steve Tambellini, 46:34 Merlin Malinowski, 58:41 Chris Felix.

Branky Francie: 8:16 Philippe Bozon, 16:16 Antoine Richer, 17:57 Philippe Bozon, 26:14 Philippe Bozon, 57:36 Steven Woodburn.

Rozhodčí: Dennis Larue (USA) – Bjorn Lundby (NOR), Jan Tatíček (TCH)

Vyloučení: 5:6 (3:0)

Diváků: 5 500
 Polsko –  Švýcarsko 1:4 (0:4, 0:0, 1:0)
20. února 1988 (18:15) – Calgary (Stampede Corral)

Branky Polska: 49:04 Marek Stebnicki.

Branky Švýcarska: 1:05 Fausto Mazzoleni, 9:34 Fausto Mazzoleni, 15:32 Jörg Eberle, 18:27 Andreas Ritsch.

Rozhodčí: Charlie Banfield (CAN) – Lasse Vanhanen (FIN), Karl Korentschnig (AUT)

Vyloučení: 10:10 (2:1) + Swiatek na 5 min.

Diváků: 4 000
 Finsko –  Polsko 5:1 (1:1, 2:0, 2:0)
22. února 1988 (10:00) – Calgary (Olympic Saddledome)

Branky Finska: 19:16 Raimo Helminen, 25:23 Reijo Ruotsalainen, 39:32 Reijo Ruotsalainen, 50:29 Kai Suikkanen, 55:21 Erkki Laine.

Branky Polska: 9:58 Ireneusz Pacula.

Rozhodčí: Dennis Larue (USA) – Bjorn Lundby (NOR), Bob Porter (CAN)

Vyloučení: 2:1

Diváků: 5 000
 Švédsko –  Kanada 2:2 (1:1, 0:1, 1:0)
22. února 1988 (14:00) – Calgary (Olympic Saddledome)

Branky Švédska: 2:23 Anders Eldebrink, 48:26 ??? Öhling

Branky Kanady: 6:34 Merlin Malinowski, 39:30 Serge Boisvert.

Rozhodčí: Milan Jirka (TCH) – Lasse Vanhanen (FIN), Ed Horne (USA)

Vyloučení: 1:0

Diváků: 19 000
 Švýcarsko –  Francie 9:0 (1:0, 3:0, 5:0)
22. února 1988 (18:30) – Calgary (Father David Bauer Olympic Arena)

Branky Švýcarska: 5:38 Jörg Eberle, 26:16 Felix Hollenstein, 36:28 Alfred Lüthi, 39:14 Jörg Eberle, 42:39 Pietro Cunti, 44:06 Bruno Rogger, 46:34 Roman Wäger, 49:26 Fausto Mazzoleni, 50:43 Thomas Vrabec.

Rozhodčí: Herbert Vogt (FRG) – Anders Ekhagen (SWE), Karl Korentschnig (AUT)

Vyloučení: 6:10 (1:0, 1:0)

Diváků: 1 500

### Skupina B
|    |          | URS           | GER             | TCH            | USA  | AUT      | NOR    | V | R | P | Skóre | B  |
| 1. | SSSR     | Sovětský svaz | 6:3             | 6:1            | 7:5  | 8:1      | 5:0    | 5 | 0 | 0 | 32:10 | 10 |
| 2. | SRN      | 3:6           | Západní Německo | 2:1            | 4:1  | 3:1      | 7:3    | 4 | 0 | 1 | 19:12 | 8  |
| 3. | ČSSR     | 1:6           | 1:2             | Československo | 7:5  | 4:0      | 10:1   | 3 | 0 | 2 | 23:14 | 6  |
| 4. | USA      | 5:7           | 1:4             | 5:7            | USA  | 10:6     | 6:3    | 2 | 0 | 3 | 27:27 | 4  |
| 5. | Rakousko | 1:8           | 1:3             | 0:4            | 6:10 | Rakousko | 4:4    | 0 | 1 | 4 | 12:29 | 1  |
| 6. | Norsko   | 0:5           | 3:7             | 1:10           | 3:6  | 4:4      | Norsko | 0 | 1 | 4 | 11:32 | 1  |

 Československo –  SRN 	1:2 (1:0, 0:1, 0:1)
13. února 1988 (14:30) – Calgary (Olympic Saddledome)

Branky a nahrávky Československa: 16:01 Jiří Hrdina (David Volek, Jaroslav Benák).

Branky a nahrávky Německa: 25:39 Helmut Steiger (Bernd Truntschka), 52:59 Peter Schiller (Roy Rödger, Ronald Fischer).

Rozhodčí: Charlie Banfield (CAN) – Bob Porter (CAN), Doug Brousseau (CAN)

Vyloučení: 7:7 (1:0)

Diváků: 3 000
ČSSR: Jaromír Šindel – Mojmír Božík, Jaroslav Benák, Rudolf Suchánek, Miloslav Hořava, Antonín Stavjaňa, Bedřich Ščerban – David Volek, Jiří Hrdina, Jiří Doležal – Petr Rosol, Vladimír Růžička, Rostislav Vlach – Jiří Šejba, Dušan Pašek, Igor Liba – Jiří Lála, Oto Haščák, Petr Vlk.
Německo: Karl Friesen – Udo Kießling, Andreas Niederberger, Harold Kreis, Horst-Peter Kretschmer, Dieter Medicus, Manfred Schuster – Helmut Steiger, Gerd Truntschka, Dieter Hegen – Peter Obresa, Georg Holzmann, Georg Franz – Roy Rödger, Peter Schiller, Ronald Fischer – Bernd Truntschka, Peter Draisaitl.
 Norsko –  SSSR 0:5 (0:0, 0:3, 0:2)
13. února 1988 (16:30) – Calgary (Stampede Corral)

Branky SSSR: 22:34 Alexej Gusarov, 23:30 Alexandr Mogilnyj, 37:13 Vladimir Krutov, 45:00 Andrej Chomutov, 47:29 Sergej Světlov.

Rozhodčí: Herbert Vogt (FRG) – Ed Horne (USA), Julian Górski (POL)

Vyloučení: 6:9 (0:2)

Diváků: 7 000
 Rakousko –  USA 6:10 (1:2, 0:4, 5:4)
13. února 1988 (18:30) – Calgary (Olympic Saddledome)

Branky Rakouska: 19:25 Kurt Harand, 42:14 Werner Kerth, 45:38 Robin Sadler, 53:13 Günter Koren, 57:43 Edward Lebler, 59:38 Werner Kerth.

Branky USA: 8:32 Bradley MacDonald, 14:42 Corey Millen, 23:48 Craig Janney, 25:12 Allen Bourbeau, 32:06 Scott Fusco, 35:08 Brian Leetch, 43:31 Corey Millen, 44:04 Dave Snuggerud, 50:55 Scott Young, 51:23 Jim Johannson.

Rozhodčí: Milan Jirka (TCH) – Jan Tatíček (TCH), Igor Prusov (URS)

Vyloučení: 6:7 (3:3, 0:1)

Diváků: 15 000
 SRN –  Norsko 7:3 (2:0, 3:1, 2:2)
15. února 1988 (14:15) – Calgary (Olympic Saddledome)

Branky Německa: 5:45 Georg Franz, 8:46 Gerd Truntschka, 20:31 Helmut Steiger, 27:11 Gerd Truntschka, 36:07 Georg Holzmann, 51:18 Christian Brittig, 54:27 Udo Kießling.

Branky Norska: 26:24 Kjell Foyn, 49:54 Petter Salsten, 56:34 Lars Bergseng.

Rozhodčí: Antti Koskinen (FIN) – Bob Porter (CAN), Doug Brousseau (CAN)

Vyloučení: 13:9 (2:2, 2:0)

Diváků: 4 000
 SSSR –  Rakousko 8:1 (3:1, 5:0, 0:0)
15. února 1988 (18:00) – Calgary (Stampede Corral)

BrankySSSR: 4:34 Vladimir Krutov, 9:01 Vladimir Krutov, 14:25 Sergej Makarov, 22:53 Andrej Chomutov, 26:08 Sergej Jašin, 26:53 Valerij Kamenskij, 27:08 Alexandr Černych, 37:46 Alexandr Koževnikov.

Branky Rakouska: 5:58 Silvester Szybisty.

Rozhodčí: Dennis Larue (USA) – Ed Horne (USA), Julian Górski (POL)

Vyloučení: 5:4 (2:0)

Diváků: 8 000
 Československo –  USA 7:5 (1:3, 2:1, 4:1)
15. února 1988 (18:15) – Calgary (Olympic Saddledome)

Branky a nahrávky Československa: 17:19 Petr Rosol (Vladimír Růžička, Rostislav Vlach), 33:17 Antonín Stavjaňa (Vladimír Růžička, Petr Rosol), 35:11 Vladimír Růžička (Petr Rosol, Rostislav Vlach), 44:03 Antonín Stavjaňa (Jiří Doležal, Bedřich Ščerban), 52:35 Dušan Pašek (Antonín Stavjaňa), 54:31 Igor Liba (Dušan Pašek), 59:51 Dušan Pašek.

Branky a nahrávky USA: 3:27 Corey Millen, 4:44 Craig Janney (Kevin Miller), 6:08 Allen Bourbeau, 25:15 Dave Snuggerud (Craig Janney, Scott Young), 46:27 Scott Fusco (Tony Granato, Scott Young).

Rozhodčí: Kjell Lind (SWE) – Anders Ekhagen (SWE), Lasse Vanhanen (FIN)

Vyloučení: 5:4 (1:2, 2:0)

Diváků: 16 000
ČSSR: Dominik Hašek (7. Jaromír Šindel) – Mojmír Božík, Jaroslav Benák, Rudolf Suchánek, Miloslav Hořava, Antonín Stavjaňa, Bedřich Ščerban – David Volek, Jiří Hrdina, Jiří Doležal – Petr Rosol, Vladimír Růžička, Rostislav Vlach – Jiří Šejba, Dušan Pašek, Igor Liba – Jiří Lála, Oto Haščák, Petr Vlk.
USA: Mike Richter – Brian Leetch, Guy Gosselin, Greg Brown, Jeff Norton, Scott Young, Eric Weinrich – Allen Bourbeau, Corey Millen, Tony Granato – Clark Donatelli, Jim Johannson, Kevin Stevens – Kevin Miller, Craig Janney, Dave Snuggerud – Stephen Leach, Scott Fusco, Bradley MacDonald.
 SRN –  Rakousko 3:1 (1:1, 1:0, 1:0)
17. února 1988 (14:00) – Calgary (Stampede Corral)

Branky Německa: 8:51 Gerd Truntschka, 20:38 Helmut Steiger, 42:57 Peter Obresa.

Branky Rakouska: 1:59 Werner Kerth.

Rozhodčí: Nikolaj Morozov (URS) – Doug Brousseau (CAN), Bjorn Lundby (NOR)

Vyloučení: 8:6 (1:0)

Diváků: 6 000
 Československo –  Norsko 10:1 (1:0, 5:0, 4:1)
17. února 1988 (14:15) – Calgary (Olympic Saddledome)

Branky a nahrávky Československa: 1:58 Dušan Pašek, 24:37 Jaroslav Benák (Oto Haščák, Jiří Lála), 31:21 Dušan Pašek (Miloslav Hořava), 32:44 Jiří Lála (Oto Haščák), 35:20 Igor Liba, 38:18 David Volek (Jiří Hrdina), 52:06 Jiří Hrdina (Antonín Stavjaňa), 55:45 Antonín Stavjaňa (Jaroslav Benák), 56:38 Rudolf Suchánek (Miloslav Hořava), 57:22 Petr Vlk (Antonín Stavjaňa).

Branky a nahrávky Norska: 48:30 Petter Salsten (Geir Hoff).

Rozhodčí: Willi Vögtlin (SUI) – Bob Porter (CAN), Karl Korentschig (AUT)

Vyloučení: 12:14 (4:1) + Petter Thoresen 5 min.

Diváků: 5 000
ČSSR: Jaromír Šindel – Mojmír Božík, Jaroslav Benák, Rudolf Suchánek, Miloslav Hořava, Antonín Stavjaňa, Bedřich Ščerban – David Volek, Jiří Hrdina, Jiří Doležal – Petr Rosol, Vladimír Růžička, Rostislav Vlach – Jiří Šejba, Dušan Pašek, Igor Liba – Jiří Lála, Oto Haščák, Petr Vlk.
Norsko: Jarl Eriksen – Åge Ellingsen, Kim Søgård, Petter Salsten, Cato Andersen, Erik Kristiansen, Morgan Andersen – Geir Hoff, Lars Bergseng, Petter Thoresen – Arne Billkvam, Marius Voigt, Sigurd Thinn – Kjell Foyn, Ørjan Løvdal, Jarle Friis – Tor Eikeland.
 SSSR –  USA 7:5 (2:0, 4:2, 1:3)
17. února 1988 (18:15) – Calgary (Olympic Saddledome)

Branky SSSR: 7:23 Sergej Makarov, 9:41 Alexej Kasatonov, 28:58 Alexej Kasatonov, 34:24 Valerij Kamenskij, 36:16 Igor Larionov, 38:46 Vjačeslav Fetisov, 57:59 Vjačeslav Fetisov.

Branky USA: 21:30 Bradley MacDonald, 31:40 Allen Bourbeau, 43:15 Bradley MacDonald, 45:47 Scott Fusco, 49:08 Todd Okerlund.

Rozhodčí: Antti Koskinen (FIN) – Lasse nVanhanen (FIN), Anders Ekhagen (SWE)

Vyloučení: 4:5 (3:1)

Diváků: 18 000
 Československo –  Rakousko 4:0 (2:0, 1:0, 1:0)
19. února 1988 (14:00) – Calgary (Stampede Corral)

Branky a nahrávky Československa: 1:44 Miloslav Hořava, 15:51 Jiří Šejba (Jaroslav Benák), 22:58 Mojmír Božík (Jiří Hrdina, David Volek), 59:36 Dušan Pašek (David Volek).

Rozhodčí: Antti Koskinen (FIN) – Doug Brousseau (CAN), Bjorn Lundby (NOR)

Vyloučení: 6:4 (0:0)

Diváků: 2 000
ČSSR: Jaromír Šindel – Mojmír Božík, Jaroslav Benák, Rudolf Suchánek, Miloslav Hořava, Antonín Stavjaňa, Bedřich Ščerban – David Volek, Jiří Hrdina, Jiří Doležal – Petr Rosol, Vladimír Růžička, Rostislav Vlach – Jiří Šejba, Dušan Pašek, Igor Liba.
Rakousko: Brian Stankiewicz – Robin Sadler, Bernard Hutz, Gert Kompajn, Michael Shea, Konrad Dorn, Martin Platzer – Thomas Cijan, Edward Lebler, Werner Kerth – Günter Koren, Kurt Harand, Peter Znenahlik – Gerhard Puschnik, Kelvin Greenbank, Silvester Szybisty – Peter Raffl, Manfred Mühr, Rudolf König.
 SSSR –  SRN 6:3 (2:1, 2:1, 2:1)
19. února 1988 (14:15) – Calgary (Olympic Saddledome)

Branky SSSR: 4:52 Vjačeslav Fetisov, 5:50 Sergej Světlov, 28:10 Igor Kravčuk, 30:16 Ilja Bjakin, 51:44 Sergej Světlov, 53:47 Alexandr Černych.

Branky Německa: 12:27 Peter Schiller, 30:02 Georg Franz, 59:52 Dieter Hegen.

Rozhodčí: Dennis Larue (USA) – Lasse Vanhanen (FIN), Bob Porter (CAN)

Vyloučení: 5:6 (2:2)

Diváků: 16 000
 USA –  Norsko 6:3 (1:0, 3:2, 2:1)
19. února 1988 (18:15) – Calgary (Olympic Saddledome)

Branky USA: 17:13 Bradley MacDonald, 28:49 Tony Granato, 35:02 Bradley MacDonald, 36:24 Craig Janney, 40:23 Corey Millen, 52:42 Corey Millen.

Branky Norska: 20:24 Petter Thoresen, 30:41 Arne Billkvam, 45:03 Rune Gulliksen.

Rozhodčí: Herbert Vogt (FRG) – Igor Prusov (URS), Julian Górski (POL)

Vyloučení: 1:2 (0:0, 0:1)

Diváků: 16 000
 Československo –  SSSR 1:6 (0:2, 0:3, 1:1)
21. února 1988 (13:30) – Calgary (Olympic Saddledome)

Branky a nahrávky Československa: 52:10 Jiří Lála (Petr Vlk).

Branky a nahrávky SSSR: 4:24 Igor Larionov (Vladimir Krutov, Sergej Makarov), 7:07 Andrej Lomakin (Alexandr Černych, Alexandr Mogilnyj), 20:47 Vladimir Krutov (Igor Larionov), 27:41 Vladimir Krutov (Vjačeslav Fetisov, Igor Larionov), 35:58 Vjačeslav Bykov (Vladimir Krutov, Alexej Gusarov), 46:44 Valerij Kamenskij (Vjačeslav Bykov).

Rozhodčí: Willi Vögtlin (SUI) – Anders Ekhagen (SWE), Bob Porter (CAN)

Vyloučení: 3:2 (0:0)

Diváků: 16 000
ČSSR: Jaromír Šindel (28. Dominik Hašek) – Mojmír Božík, Jaroslav Benák, Antonín Stavjaňa, Bedřich Ščerban, Rudolf Suchánek, Miloslav Hořava – David Volek, Jiří Hrdina, Jiří Doležal – Petr Rosol, Vladimír Růžička, Rostislav Vlach – Jiří Šejba, Dušan Pašek, Igor Liba – Jiří Lála, Oto Haščák, Petr Vlk.
SSSR: Sergej Mylnikov – Alexej Kasatonov, Vjačeslav Fetisov, Ilja Bjakin, Alexej Gusarov, Igor Kravčuk, Igor Stělnov – Sergej Makarov, Igor Larionov, Vladimir Krutov – Sergej Světlov, Anatolij Semjonov, Sergej Jašin – Andrej Chomutov, Vjačeslav Bykov, Valerij Kamenskij – Alexandr Mogilnyj, Alexandr Černych, Andrej Lomakin.
 Rakousko –  Norsko 4:4 (1:1, 1:2, 2:1)
21. února 1988 (17:00) – Calgary (Stampede Corral)

Branky Rakouska: 19:00 Robin Sadler, 36:47 Herbert Pöck, 46:06 Thomas Cijan, 50:59 Werner Kerth.

Branky Norska: 3:59 Jarle Friis, 21:19 Stephen Kjell Foyn, 26:51 Stephen Kjell Foyn, 52:08 Geir Hoff.

Rozhodčí: Herbert Vogt (FRG) – Julian Górski (POL), Igor Prusov (URS)

Vyloučení: 5:7 (1:2)

Diváků: 2 000
 SRN –  USA 4:1 (2:0, 0:0, 2:1)
21. února 1988 (18:15) – Calgary (Olympic Saddledome)

Branky Německa: 11:19 Dieter Hegen, 14:32 Ronald Fischer, 42:12 Peter Obresa, 59:09 Roy Roedger.

Branky USA: 45:54 Scott Fusco.

Rozhodčí: Kjell Lind (SWE) – Doug Brosseau (CAN), Jan Tatíček (TCH)

Vyloučení: 6:3 (1:0)

Diváků: 18 000

### Finále
|    |         | URS           | FIN    | SWE     | CAN    | GER             | TCH            | V | R | P | Skóre | B |
| 1. | SSSR    | Sovětský svaz | 1:2    | 7:1     | 5:0    | 6:3*            | 6:1*           | 4 | 0 | 1 | 25:7  | 8 |
| 2. | Finsko  | 2:1           | Finsko | 3:3*    | 3:1*   | 8:0             | 2:5            | 3 | 1 | 1 | 18:10 | 7 |
| 3. | Švédsko | 1:7           | 3:3*   | Švédsko | 2:2*   | 3:2             | 6:2            | 2 | 2 | 1 | 15:16 | 6 |
| 4. | Kanada  | 0:5           | 1:3*   | 2:2*    | Kanada | 8:1             | 6:3            | 2 | 1 | 2 | 17:14 | 5 |
| 5. | SRN     | 3:6*          | 0:8    | 2:3     | 1:8    | Západní Německo | 2:1*           | 1 | 0 | 4 | 8:26  | 2 |
| 6. | ČSSR    | 1:6*          | 5:2    | 2:6     | 3:6    | 1:2*            | Československo | 1 | 0 | 4 | 12:22 | 2 |

- s hvězdičkou = utkání započítané ze skupiny.

 Československo –  Švédsko 2:6 (1:0, 0:3, 1:3)
24. února 1988 (10:30) – Calgary (Olympic Saddledome)

Branky a nahrávky Československa: 10:34 Vladimír Růžička (Antonín Stavjaňa, Rostislav Vlach), 42:38 Oto Haščák (Radim Raděvič).

Branky a nahrávky Švédska: 25:07 Jonas Bergkvist, 26:53 Peter Andersson, 28:14 Ulf Sandström (Mikael Johansson), 40:32 Mikael Andersson (Peter Andersson), 45:13 Anders Eldebrink (Lars-Gunnar Pettersson), 56:49 Thom Eklund (Mikael Andersson).

Rozhodčí: Nikolaj Morozov (URS) – Doug Brousseau (CAN), Bob Porter (CAN)

Vyloučení: 6:6 (1:1)

Diváků: 10 000
ČSSR: Dominik Hašek – Mojmír Božík, Jaroslav Benák, Antonín Stavjaňa, Bedřich Ščerban, Rudolf Suchánek, Miloslav Hořava – David Volek, Jiří Hrdina, Jiří Doležal – Petr Rosol, Vladimír Růžička, Rostislav Vlach – Jiří Šejba, Dušan Pašek, Igor Liba – Radim Raděvič, Oto Haščák, Petr Vlk.
Švédsko: Peter Lindmark – Thomas Eriksson, Mats Kihlström, Tommy Samuelsson, Anders Eldebrink, Lars Karlsson, Peter Andersson – Bo Berglund, Mikael Johansson, Ulf Sandström – Michael Hjälm, Lars Molin, Jens Öhling – Jonas Bergkvist, Thomas Rundqvist, Håkan Södergren – Thom Eklund, Mikael Andersson, Lars-Gunnar Pettersson.
 SSSR –  Kanada 5:0 (0:0, 2:0, 3:0)
24. února 1988 (14:30) – Calgary (Olympic Saddledome)

Branky SSSR: 20:45 Sergej Jašin, 27:22 Vjačeslav Bykov, 48:00 Alexandr Mogilnyj, 56:37 Vladimir Krutov, 58:16 Sergej Makarov.

Rozhodčí: Antti Koskinen (FIN) – Lasse Vanhanen (FIN), Anders Ekhagen (SWE)

Vyloučení: 3:4 (1:0)

Diváků: 19 500
 Finsko –  SRN 8:0 (3:0, 3:0, 2:0)
24. února 1988 (18:30) – Calgary (Olympic Saddledome)

Branky Finska: 10:10 Pekka Tuomisto, 12:34 Esa Keskinen, 15:25 Reijo Ruotsalainen, 23:05 Kari Laitinen, 25:55 Timo Susi, 37:09 Iiro Järvi, 42:15 Kari Laitinen, 50:03 Erkki Lehtonen.

Rozhodčí: Kjell Lind (SWE) – Ed Horne (USA), Igor Prusov (URS)

Vyloučení: 4:1 (1:0)

Diváků: 18 000
 Kanada –  SRN 8:1 (1:0, 4:1, 3:0)
26. února 1988 (10:30) – Calgary (Olympic Saddledome)

Branky Kanady: 19:34 Serge Boisvert, 26:22 Zarley Zalapski, 29:46 Ken Yaremchuk, 31:04 Marc Habscheid, 31:20 Ken Berry, 43:59 Wally Schreiber, 56:05 Serge Boisvert, 59:29 Marc Habscheid.

Branky Německa: 25:45 Dieter Hegen.

Rozhodčí: Willi Vögtlin (SUI) – Lasse Vanhanen (FIN), Julian Górski (POL)

Vyloučení: 5:4 (2:0)

Diváků: 14 000
 Československo –  Finsko 	5:2 (1:0, 2:1, 2:1)
26. února 1988 (14:30) – Calgary (Olympic Saddledome)

Branky a nahrávky Československa: 7:16 Jiří Šejba (Dušan Pašek, Mojmír Božik), 22:06 Dušan Pašek (Igor Liba), 33:24 Igor Liba (Mojmír Božik, Dušan Pašek), 46:46 Vladimír Růžička (Petr Rosol, Jiří Hrdina), 54:06 Igor Liba (Dušan Pašek, Mojmír Božik).

Branky a nahrávky Finska: 26:31 Erkki Laine (Janne Ojanen), 52:24 Janne Ojanen (Iiro Järvi).

Rozhodčí: Dennis Larue (USA) – Doug Brousseau (CAN), Bob Porter (CAN)

Vyloučení: 10:9 (4:0) + Jiří Šejba 10 min.

Diváků: 14 000
ČSSR: Dominik Hašek – Antonín Stavjaňa, Bedřich Ščerban, Eduard Uvíra, Miloslav Hořava, Mojmír Božík, Jaroslav Benák – Jiří Šejba, Dušan Pašek, Igor Liba – Petr Rosol, Vladimír Růžička, Jiří Hrdina – Rostislav Vlach, Oto Haščák, Petr Vlk – Jiří Lála, Radim Raděvič.
Finsko: Jarmo Myllys – Kari Eloranta, Simo Saarinen, Timo Blomqvist, Jyrki Lumme, Reijo Ruotsalainen, Arto Ruotanen – Reijo Mikkolainen, Erkki Lehtonen, Timo Susi – Iiro Järvi, Raimo Helminen, Erkki Laine – Pekka Tuomisto, Esa Keskinen, Kari Laitinen – Janne Ojanen, Kai Suikkanen, Jari Torkki.
 SSSR –  Švédsko 7:1 (4:1, 1:0, 2:0)
26. února 1988 (18:30) – Calgary (Olympic Saddledome)

Branky SSSR: 0:26 Vjačeslav Fetisov, 13:32 Igor Larionov, 14:14 Sergej Jašin, 15:13 Valerij Kamenskij, 34:49 Anatolij Semjonov, 48:42 Igor Larionov, 53:25 Anatolij Semjonov.

Branky Švédska: 6:46 Ulf Sandström.

Rozhodčí: Charlie Banfield (CAN) – Jan Tatíček (TCH), Ed Horne (USA)

Vyloučení: 5:5 (2:1)

Diváků: 15 000
 Československo –  Kanada	3:6 (1:3, 2:1, 0:2)
27. února 1988 (13:00) – Calgary (Olympic Saddledome)

Branky a nahrávky Československa: 2:48 Antonín Stavjaňa (Igor Liba, Jiří Šejba), 23:46 Jiří Šejba (Igor Liba), 33:50 Vladimír Růžička (Jiří Hrdina).

Branky a nahrávky Kanady: 2:14 Serge Boisvert (Serge Roy), 9:00 Bob Joyce (Ken Yaremchuk, Tim Watters), 19:18 Ken Berry (Chris Felix, Brian Bradley), 24:52 Gord Sherven (Marc Habscheid, Ken Berry), 52:59 Gord Sherven (Brian Bradley, Randy Gregg ), 59:51 Gord Sherven.

Rozhodčí: Kjell Lind (SWE) – Anders Ekhagen (SWE), Bjorn Lundby (NOR)

Vyloučení: 6:6 (0:1, 0:1)

Diváků: 18 000
ČSSR: Dominik Hašek – Antonín Stavjaňa, Bedřich Ščerban, Eduard Uvíra, Miloslav Hořava, Mojmír Božík, Jaroslav Benák – Jiří Šejba, Dušan Pašek, Igor Liba – Petr Rosol, Vladimír Růžička, Jiří Hrdina – Jiří Lála, Rostislav Vlach, Petr Vlk.
Kanada: Andy Moog – Chris Felix, Trent Yawney, Randy Gregg, Zalapski, Tim Watters, Serge Roy – Vaughn Karpan, Jim Peplinski, Merlin Malinowski – Ken Berry, Marc Habscheid, Gord Sherven – Wally Schreiber, Serge Boisvert, Brian Bradley – Bob Joyce, Steve Tambellini, Ken Yaremchuk.
 SRN –  Švédsko 2:3 (1:0, 1:1, 0:2)
28. února 1988 (10:00) – Calgary (Olympic Saddledome)

Branky Německa: 11:45 Dieter Hegen, 23:40 Dieter Hegen.

Branky Švédska: 26:35 Håkan Södergren, 50:29 Jonas Bergkvist, 53:27 Bo Berglund.

Rozhodčí: Dennis Larue (USA) – Igor Prusov (URS), Karl Korentschnig (AUT)

Vyloučení: 6:5

Diváků: 16 000
 Finsko –  SSSR 2:1 (0:0, 1:0, 1:1)
28. února 1988 (14:00) – Calgary (Olympic Saddledome)

Branky Finska: 30:53 Janne Ojanen, 58:20 Erkki Lehtonen.

Branky SSSR: 46:40 Alexandr Mogilnyj.

Rozhodčí: Willi Vögtlin (SUI) – Jan Tatíček (TCH), Anders Ekhagen (SWE)

Vyloučení: 5:3 (1:0)

Diváků: 19 000

### O 7. místo
USA –  Švýcarsko 8:4 (2:1, 3:0, 3:3)
25. února 1988 (13:30) – Calgary (Olympic Saddledome)

Branky USA: 8:56 Clark Donatelli, 16:45 Kevin Stevens, 21:00 Scott Young, 31:45 Bradley MacDonald, 39:15 Kevin Miller, 46:40 Dave Snuggerud, 51:17 Corey Millen, 52:06 Stephen Leach.

Branky Švýcarska: 0:19 Peter Jakš, 46:08 Manuele Celio, 49:38 Bruno Rogger, 54:25 Bruno Rogger.

Rozhodčí: Charlie Banfield (CAN) – Karl Korentschnig (AUT), Julian Górski (POL)

Vyloučení: 11:12 (3:1, 1:0)

Diváků: 12 000

### O 9. místo
Rakousko –  Polsko 3:2 (0:1, 3:1, 0:0)
23. února 1988 (18:15) – Calgary (Father David Bauer Olympic)

Branky Rakouska: 24:30 Edward Lebler, 26:23 Günter Koren, 27:05 Gerhard Puschnik.

Branky Polska: 15:59 Jan Stopczyk, 34:31 Andrzej Kadziolka.

Rozhodčí: Antti Koskinen (FIN) – Igor Prusov (URS), Bob Porter (CAN)

Vyloučení: 1:3 (1:1)

Diváků: 1 000

### O 11. místo
Francie –  Norsko 6:6 (2:0, 3:3, 1:3 – 0:0 pp, 2:0 sn)
23. února 1988 (14:15) – Calgary (Father David Bauer Olympic)

Branky Francie: Derek Haas, 9:47 Peter Almasy, 24:29 Franck Pajonkowski, 29:44 Franck Pajonkowski, 34:37 Franck Pajonkowski, 40:43 Franck Pajonkowski.

Branky Norska: 26:03 Arne Billkvam, 35:18 Morgan Andersen, 39:43 Jarle Friis, 42:21 Lars Bergseng, 46:46 Geir Hoff, 55:58 Sigurd Thinn.

Samostatné nájezdy: Derek Haas, Paulin Bordeleau.

Rozhodčí: Nikolaj Morozov (URS) – Jan Tatíček (TCH), Doug Brousseau (CAN)

Vyloučení: 8:2 (1:2)

Diváků: 2 000

## Statistiky
| Poř. | Kanadské bodování | Branky | Přihrávky | Body |
| ---- | ----------------- | ------ | --------- | ---- |
| 1.   | Vladimir Krutov   | 6      | 9         | 15   |
| 2.   | Igor Larionov     | 4      | 9         | 13   |
| 2.   | Vjačeslav Fetisov | 4      | 9         | 13   |
| 4.   | Corey Millen      | 6      | 5         | 11   |
| 4.   | Dušan Pašek       | 6      | 5         | 11   |
| 6.   | Sergej Makarov    | 3      | 8         | 11   |
| 7.   | Erkki Lehtonen    | 4      | 6         | 10   |
| 7.   | Anders Eldebrink  | 4      | 6         | 10   |
| 7.   | Igor Liba         | 4      | 6         | 10   |
| 10.  | Gerd Truntschka   | 3      | 7         | 10   |

### Soupiska SSSR
SSSR

Brankáři: Sergej Mylnikov, Jevgenij Bělošejkin, Vitālijs Samoilovs.

Obránci: Vjačeslav Fetisov, Alexej Kasatonov, Ilja Bjakin, Alexej Gusarov, Igor Stělnov, Sergej Starikov, Igor Kravčuk.

Útočníci: Vladimir Krutov, Igor Larionov, Sergej Makarov, Valerij Kamenskij, Andrej Chomutov, Anatolij Semjonov, Alexandr Mogilnyj, Sergej Světlov, Vjačeslav Bykov, Sergej Jašin, Alexandr Koževnikov, Andrej Lomakin, Alexandr Černych.

Trenéři: Viktor Tichonov, Vladimir Jurzinov, Igor Dmitrijev.

### Soupiska Finska
Finsko

Brankáři: Jukka Tammi, Jarmo Myllys.

Obránci: Reijo Ruotsalainen, Kari Eloranta, Teppo Numminen, Timo Blomqvist, Arto Ruotanen, Simo Saarinen, Jukka Virtanen, Jyrki Lumme.

Útočníci: Erkki Lehtonen, Raimo Helminen, Timo Susi, Iiro Järvi, Erkki Laine, Reijo Mikkolainen, Kari Laitinen, Janne Ojanen, Pekka Tuomisto, Esa Keskinen, Jari Torkki, Kai Suikkanen.

Trenér: Pentti Matikainen.

### Soupiska Švédska
Švédsko

Brankáři: Peter Lindmark, Peter Åslin, Anders Bergman.

Obránci: Anders Eldebrink, Peter Andersson, Lars Karlsson, Lars Ivarsson, Mats Kihlström, Thomas Eriksson, Tommy Samuelsson.

Útočníci: Bo Berglund, Håkan Södergren, Lars-Gunnar Pettersson, Mikael Johansson, Mikael Andersson, Ulf Sandström, Jonas Bergkvist, Thomas Rundqvist, Michael Hjälm, Lars Molin, Thom Eklund, Peter Eriksson.

Trenéři: Tommy Sandlin, Curt Lindström.

### Soupiska Kanady
4.  Kanada

Brankáři: Andy Moog, Sean Burke.

Obránci: Serge Roy, Zarley Zalapski, Chris Felix, Randy Gregg, Trent Yawney, Tim Watters, Tony Stiles.

Útočníci: Serge Boisvert, Marc Habscheid, Gord Sherven, Ken Yaremchuk, Ken Berry, Merlin Malinowski, Steve Tambellini, Brian Bradley, Wally Schreiber, Bob Joyce, Jim Peplinski, Claude Vilgrain, Vaughn Karpan.

Trenéři: Dave King, Guy Charron, Tom Watt.

### Soupiska SRN
5.  SRN

Brankáři: Helmut de Raaf, Karl Friesen, Josef Schlickenrieder.

Obránci: Udo Kießling, Ronald Fischer, Harold Kreis, Andreas Niederberger, Joachim Reil, Dieter Medicus, Horst-Peter Kretschmer, Manfred Schuster.

Útočníci: Gerd Truntschka, Dieter Hegen, Helmut Steiger, Georg Franz, Peter Obresa, Georg Holzmann, Roy Roedger, Christian Brittig, Peter Draisaitl, Bernd Truntschka, Manfred Wolf, Peter Schiller

Trenér: Xaver Unsinn.

### Soupiska Československa
6.  Československo

Brankáři: Dominik Hašek, Jaromír Šindel, Petr Bříza.

Obránci: Antonín Stavjaňa, Jaroslav Benák, Mojmír Božík, Miloslav Hořava, Bedřich Ščerban, Rudolf Suchánek, Eduard Uvíra.

Útočníci: Dušan Pašek, Igor Liba, Vladimír Růžička, Jiří Hrdina, Jiří Šejba, Oto Haščák, Petr Vlk, Petr Rosol, Jiří Lála, David Volek, Rostislav Vlach, Jiří Doležal, Radim Raděvič.

Trenéři: Ján Starší, František Pospíšil.

### Soupiska USA
7.  USA

Brankáři: Mike Richter, Chris Terreri, John Blue.

Obránci: Scott Young, Brian Leetch, Jeff Norton, Greg Brown, Guy Gosselin, Peter Laviolette, Eric Weinrich.

Útočníci: Corey Millen, Tony Granato, Bradley MacDonald, Scott Fusco, Dave Snuggerud, Allen Bourbeau, Craig Janney, Kevin Miller, Kevin Stevens, Clark Donatelli, Stephen Leach, Todd Okerlund, Jim Johannson.

Trenéři: Dave Peterson – Jeff Sauer, Ben Smith.

### Soupiska Švýcarska
8.  Švýcarsko

Brankáři: Olivier Anken, Richard Bucher, Renato Tosio.

Obránci: Jakob Kölliker, Bruno Rogger, Fausto Mazzoleni, Andreas Ritsch, Andreas Zehnder, André Künzi, Patrice Brasey.

Útočníci: Jörg Eberle, Peter Jakš, Alfred Lüthi, Thomas Vrabec, P. Neuenschwander, Peter Schlagenhauf, Pietro Cunti, Manuele Celio, Felix Hollenstein, Urs Burkart, Roman Wäger, Gaetan Boucher, Thomas Müller, Gil Montandon, Markus Leuenberger.

Trenéři: Simon Schenk, Heinz Huggenberger.

### Soupiska Rakouska
9.  Rakousko

Brankáři: Brian Stankiewicz, Robert Mack, Andreas Salat.

Obránci: Robin Sadler, Hans Sulzer, Bernard Hutz, Konrad Dorn, Martin Platzer, Michael Shea, Gert Kompajn.

Útočníci: Werner Kerth, Edward Lebler, Thomas Cijan, Günter Koren, Peter Znenahlik, Gerhard Puschnik, Kelvin Greenbank, Herbert Pöck, Silvester Szybisty, Kurt Harand, Peter Raffl, Rudolf König, Manfred Mühr.

Trenéři: Luděk Bukač, Bill Gilligan.

### Soupiska Polska
10.  Polsko

Brankáři: Gabriel Samolej, Andrzej Hanisz, Franciszek Kukla.

Obránci: Andrzej Kadziolka, Andrzej Swiatek, Robert Szopinski, Marek Cholewa, Henryk Gruth, Jerzy Potz, Zbigniew Zamojski.

Útočníci: Jaroslaw Morawiecki, Jerzy Christ, Marek Stebnicki, Krystian Sikorski, Jan Stopczyk, Ireneusz Pacula, Roman Steblecki, Miroslaw Copija, Jacek Szopinski, Krzysztof Podsiadlo, Janus Adamiec, Leszek Jachna, Piotr Kwasigroch.

Trenéři: Leszek Lejczyk, Jerzy Mruk.

### Soupiska Francie
11.  Francie

Brankáři: Patrick Foliot, Daniel Maric, Jean-Marc Djan.

Obránci: Steven Woodburn, Michael Leblanc, Denis Perez, Jean-Philippe Lemoine, Stéphane Botteri, Pierre Schmitt, J. Ch. Lerondeau, Francois Ouimet.

Útočníci: Franck Pajonkowski, Philippe Bozon, Guy Dupuis, Peter Almasy, Paulin Bordeleau, Derek Haas, André Peloffy, Christophe Ville,Antoine Richer, Stéphane Lessard, Christian Pouget.

Trenér: Kjell Larsson.

### Soupiska Norska
12.  Norsko

Brankáři: Vernon Mott, Tommy Skårberg, Jarl Eriksen.

Obránci: Petter Salsten, Truls Kristiansen, Morgan Andersen, Åge Ellingsen, Tor Eikeland, Kim Søgård, Jørgen Salsten, Cato Andersen, Erik Kristiansen.

Útočníci: Arne Billkvam, Ørjan Løvdal, Stephen Kjell Foyn, Jarle Friis, Lars Bergseng, Petter Thoresen, Geir Hoff, Rune Gulliksen, Sigurd Thinn, Marius Voigt, Roy Einar Johansen, Frank Vestreng.

Trenéři: Lenhart Åhlberg, Tore Jobs.

## Konečné pořadí
|     | Tým           | Z | V | R | P | Skóre | B  |
| --- | ------------- | - | - | - | - | ----- | -- |
|     | SSSR (URS)    | 8 | 7 | 0 | 1 | 45:13 | 14 |
|     | Finsko (FIN)  | 8 | 5 | 1 | 2 | 34:14 | 11 |
|     | Švédsko (SWE) | 8 | 4 | 3 | 1 | 33:21 | 11 |
| 4.  | Kanada        | 8 | 5 | 1 | 2 | 31:21 | 11 |
| 5.  | SRN           | 8 | 4 | 0 | 4 | 22:31 | 8  |
| 6.  | ČSSR          | 8 | 4 | 0 | 4 | 33:28 | 8  |
| 7.  | USA           | 6 | 3 | 0 | 3 | 35:31 | 6  |
| 8.  | Švýcarsko     | 6 | 3 | 0 | 3 | 23:18 | 6  |
| 9.  | Rakousko      | 6 | 1 | 1 | 4 | 15:31 | 3  |
| 10. | Polsko        | 6 | 0 | 1 | 5 | 5:16  | 1  |
| 11. | Francie       | 6 | 2 | 0 | 4 | 16:47 | 2  |
| 12. | Norsko        | 6 | 0 | 1 | 5 | 17:38 | 1  |

- Polsko – Francie 6:2, pro pozitivní dopingový test Jaroslawa Morawieckého bylo vítězství i vstřelené góly týmu Polska odebrány Francie si připsala výsledek 2:0, ale body ji přičteny nebyly.